# 大南非
大南非是南非的民族統一主義概念。19世紀末至20世紀初期間，南非及英國的一些政治領袖曾主張建立大南非。這種民族統一主義可以視作為泛非主義的早期形式之一，但僅限於歐裔非洲白人。

## 理論規劃

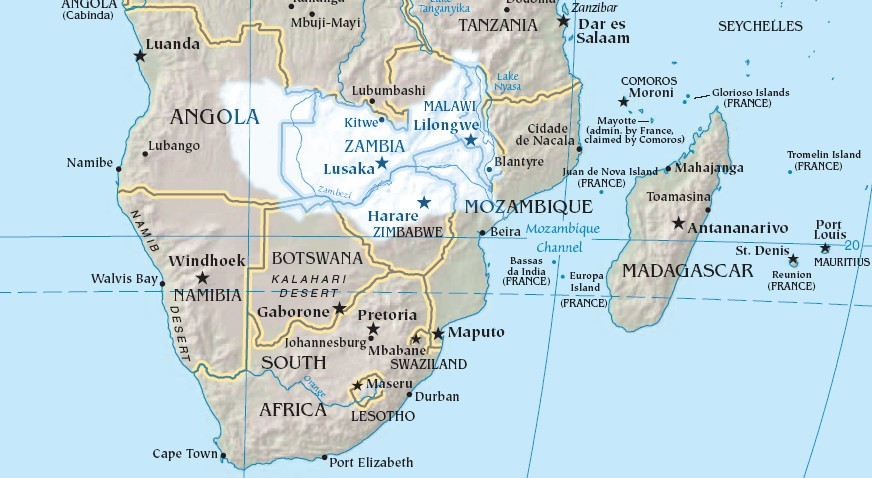
地圖顯示了贊比西河的位置，設想中的大南非邊界將達至該河流附近。

政治家揚·史末資由1895年起便一再呼籲南非擴張，並設想未來的南非邊界將達至贊比西河，甚至是赤道。大南非的設想範圍包括德屬西南非、南羅德西亞、葡屬東非南部（尤其是德拉戈亞灣的馬普托港）以及大英帝國高級專員管轄下的領土（巴蘇托蘭、貝專納與斯威士蘭），而比勒陀利亞則作為大南非的首都。最初，史末資擴張計劃的目標僅限於贊比西河，但後來開始也對東非保護國及坦噶尼喀產生興趣：他對白色高地的英國殖民者印象深刻，並相信該地區在不久的將來可以成為一個「偉大的歐洲國家或國家體系」，最終「從（南非）聯邦到肯尼亞，成立一連串的白人國家」。史末資認為，這種擴張最終將使南非能與澳大利亞及加拿大平起平坐，成為「帝國未來最偉大的自治領之一」。
不過，史末資的擴張計劃在國內幾乎沒有得到任何白人的支持。阿非利卡民族主義者擔心，一旦南非將鄰近的英國殖民地併入領土，就會令國內的黑人數量激增。

## 實現
1910年5月31日，南非聯邦成立，被視為統一非洲南部的英國殖民地的第一步。最初，英國支持擴大南非的領土範圍。英國人與南非人都不認為倫敦對南北羅得西亞、尼亞薩蘭及高級專員領土的持續統治是最終的領土安排：《1909年南非法案》規定了聯邦今後可接納羅得西亞為第五個省份，亦定明能夠在特定條件下兼併高級專員領土。總理路易斯·博塔也同意史末資的看法，認為南非兼併高級專員領土只是時間問題。
1914年至1915年，英國批准史末資執行其在西南非戰役所定下的戰爭目標，又於1919年支持南非對前德屬西南非的託管，儘管史末資希望正式兼併這塊領土。之後，史末資建議用總理博塔的名字，把這塊新領土命名為「博塔蘭」（Bothaland）。雖然葡萄牙是協約國的一員，但內閣成員仍一致贊成買下葡屬東非，以實現南非的領土擴張計劃。
然而，在1922年南羅得西亞政府公投中，多數選民均反對南羅德西亞加入聯邦。這個結果令南非變得沒有必要收購不列顛南非公司在貝專納的權利，而貝專納的統治權最終亦沒有轉交給聯邦。此時，英國對南非白人的制衡力量——羅得西亞對貝專納部分地區提出主權要求，而英國也相當樂於把貝專納從南非的勢力範圍轉移至羅得西亞。英國人對南非議會通過《原住民土地法》感到失望，隨法案通過而建立的保留地制度，更成為後來南非種族隔離的基石之一。
如果沒有羅得西亞，史末資提出的向北方擴張領土的設想就不可能實現，而買下葡屬東非亦會變得困難重重。到了1924年南非大選，巴里·赫爾佐格當選為新總理，史末資結束其總理生涯。與親英派的史末資相比，英國人對反帝國以及親阿非利卡人的赫爾佐格抱持懷疑態度，也不太願意滿足南非所提出的領土要求。
在南非種族隔離時期，尤其是在總理亨德里克·弗倫施·維沃爾德的領導下，將非洲南部領土併入當時由白人主導的南非的想法再次興起，兼併目標是在1966年至1968年間脫離英國獨立的博茨瓦納、萊索托及斯威士蘭。